# Système monétaire international
Le système monétaire international (ou SMI) est l'ensemble des règles, des institutions et des pratiques qui constituent, au niveau international, le système économique mondial dans le champ de la gestion des monnaies. Ce système permet l'échange de biens, de services, d'actifs ou des devises entre des agents économiques variés. Le SMI est en constante mutation, passant de l'unipolarité à la multipolarité, utilisant l'étalon-or ou des changes flottants.

## Concept
Le système monétaire international ne connaît pas une définition unique. Il est généralement entendu comme l’ensemble des règles et institutions qui encadrent les décisions des États et des particuliers concernant les valeurs et les fluctuations des monnaies, les réserves de monnaie, la nature des régimes de change et la gestion des liquidités internationales.
La Banque de France le définit comme « l’ensemble des règles et des pratiques qui encadrent les transactions monétaires entre des pays ayant des monnaies différentes ». Pour Jean-Claude Trichet, ce concept désigne « non seulement les arrangements concernant les relations de change mais aussi l’ensemble constitué par l’architecture financière internationale ou le système monétaire et financier international ».

## Typologie

### Système monétaire international de compensation
Un système monétaire international de compensation est un système monétaire qui fonctionne grâce à la possibilité pour les États de compenser entre eux leurs déséquilibres monétaires, financiers, et de balance commerciale,. Un système monétaire international basé sur la compensation vise à corriger des déséquilibres macroéconomiques tels qu'un déficit commercial excessif.
La compensation désigne alors l'extinction d'une dette par la fourniture d'une marchandise ou d'une créance dans une autre devise. Cela réduit la possibilité pour les grands pays exportateurs de dégager des excédents commerciaux dans la durée.
Le système de Bretton Woods fondé par les accords homonymes ont vu s'affronter la position de John Maynard Keynes, qui soutenait un système de compensation fondé sur une monnaie internationale commune (le bancor), et la proposition d'Harry Dexter White, qui a soutenu le plan finalement adopté (voir bataille de Bretton Woods).
La compensation peut toutefois exister dans un autre cadre. Il peut s'agir d'une compensation financière dans une autre devise si des conditions d'échange existent. À ce jour, la Banque des règlements internationaux (BRI) règlements la compensation des différentes zones monétaires dont les banques centrales sont actionnaires de la banque. Les autres pays ont des monnaies dites non-convertibles. En pratique la compensation est effectuée dans des établissements bancaires privés spécialisés appelés chambres de compensation.

### Système monétaire international basé sur l'étalon-or
Un système d'étalon-or est un système dans lequel chaque monnaie est référencée par rapport à une autre par son équivalent en or. Du fait de sa valeur intrinsèque forte, de son faible encombrement relativement à sa valeur unitaire, et à l'impossibilité d'une surproduction, l'or est depuis longtemps un des étalons les plus prisés dans les échanges internationaux.
Ce système a toutefois des inconvénients. Par exemple, lorsqu'une zone monétaire (principalement des États) a un déficit vis-à-vis d'une autre, elle doit transférer son or, une opération lourde, dangereuse et onéreuse.
L'étalon de change or, adopté dans l'entre-deux-guerres et à Bretton Woods (voir section « Histoire »), est un système qui dans lequel, par rapport à l'étalon or simple, on ajoute une ou plusieurs devises comme réserve des banques centrales permettant la création de monnaie dans l'économie locale. Cette devise, qui est au-dessus des autres, peut être convertie en or.

### Système de changes flottants
C'est le régime de change appliqué actuellement aux grandes monnaies convertibles entre elles. Il a été défini lors des accords de la Jamaïque en 1976, après l'abandon de la convertibilité en or du dollar en 1971 et des premiers accords de flottement en 1973. Les parties à l'accord déclarent accepter les différentes monnaies étrangères éligibles dont le taux de change sera déterminé librement sur le marché des changes en fonction de l'offre et de la demande. Ce système a vu des variations extrêmement importantes du cours des principales monnaies, allant du simple au double et faisant le chemin inverse souvent en quelques mois.
Ces variations ne sont mesurables qu'entre une monnaie et une autre vu l'absence d'un étalon monétaire mondial indépendant des diverses monnaies (ce qui n'est pas le cas actuel des DTS (droits de tirage spéciaux du FMI), qui restent liés à un « panier » de monnaies) et auquel on pourrait comparer chacune.

## Systèmes locaux alternatifs

### Dollarisation ou euroïsation
Certains pays à monnaie traditionnellement faible et donc très peu valorisée sur le marché libre des changes ont cherché à trouver des solutions plus ou moins durables pour gérer leur taux de change. La dollarisation, ou l'euroïsation, consistent à accepter comme monnaie nationale la monnaie d'un autre pays.

### Currency board
Cette technique rattache la valeur d'une monnaie nationale de façon fixe à une autre. Il n'y a plus de création monétaire nationale propre, les signes monétaires nationaux étant créés un pour un en fonction de l'arrivée de la monnaie de référence dans les comptes de la banque centrale. Ce système inventé par les empires coloniaux pour éviter de transférer de l'or et des billets de banque vers les colonies a été employé par l'Argentine jusqu'à l'effondrement de l'économie au début des années 2000. La monnaie argentine désormais flotte. Le currency board reste en usage dans certains pays qui utilisent une monnaie forte comme seule source de création monétaire.

### Zones monétaires locales
Des pays au contraire désireux de s'unir plus profondément ont choisi d'unifier leur monnaie. Ce système a été mis en place par certains pays de l'Union européenne après l'échec de toutes les tentatives de stabilisation des cours de monnaies nationales (échec du SME). L'euro s'est imposé comme une des monnaies ayant un rôle international. Certaines monnaies de pays de l'Est sont de facto rattachées à l'euro par un système de serpent monétaire.

## Histoire

### Premiers systèmes monétaires internationaux
Les premiers systèmes monétaires internationaux datent du XIXe siècle. Fondés sur le bimétallisme, ils reconnaissent pour la plupart deux métaux comme base de la monnaie, à savoir l'or et l'argent.

### Apogée de l'étalon-or classique (1878 - 1914)
L'adhésion de toutes les plus grandes puissances économiques mondiales à l'étalon-or marque le début de l'ère classique de l'étalon-or. Depuis le début du 18e siècle, le Royaume-Uni avait instauré un tel étalon, mais il faut attendre la fin des années 1870 pour que les autres grandes nations industrielles s'y rallient (1871 pour l'Allemagne, 1878 pour la France, 1879 pour les États-Unis), emmenant avec elles la majeure partie du monde. Alors que l'on a souvent avancé que c'était la baisse du prix relatif de l'argent par rapport à l'or qui était à l'origine de cette bascule, les recherches historiques récentes montrent qu'il n'y a pas d'explication simple qui fonctionne pour chaque pays. La monnaie principale pour la finance internationale est alors la livre sterling, au point que l'économiste John H. Williams dira en 1932 que « seul l'Angleterre suivait un étalon-or, le reste du monde était à l'étalon-sterling ».
Au niveau domestique, adopter l'étalon-or consiste, pour les autorités monétaires du pays, à : frapper des pièces ayant un contenu déterminé d'or qui fixe la parité de la monnaie à une certaine quantité d'or ; faire circuler ces pièces comme moyens de paiement, à accepter de fondre les lingots qu'on lui apporte en pièces (moyennant une indemnisation pour le coup de la frappe) ; et accepter de convertir en pièces d'or tous les billets officiels qu'on lui apporte. Au niveau international, il faut que l'or puisse circuler librement et que les opérations de changes soient libres.
Cette période est marquée par la consolidation d'une institution financière particulière : la banque centrale chargée d'administrer le système et de réguler les banques et les flux internationaux d'or via ce qu'on appellera plus tard une « politique monétaire ».

### Entre-deux-guerres: l'étalon «change» or (1918 - 1939)

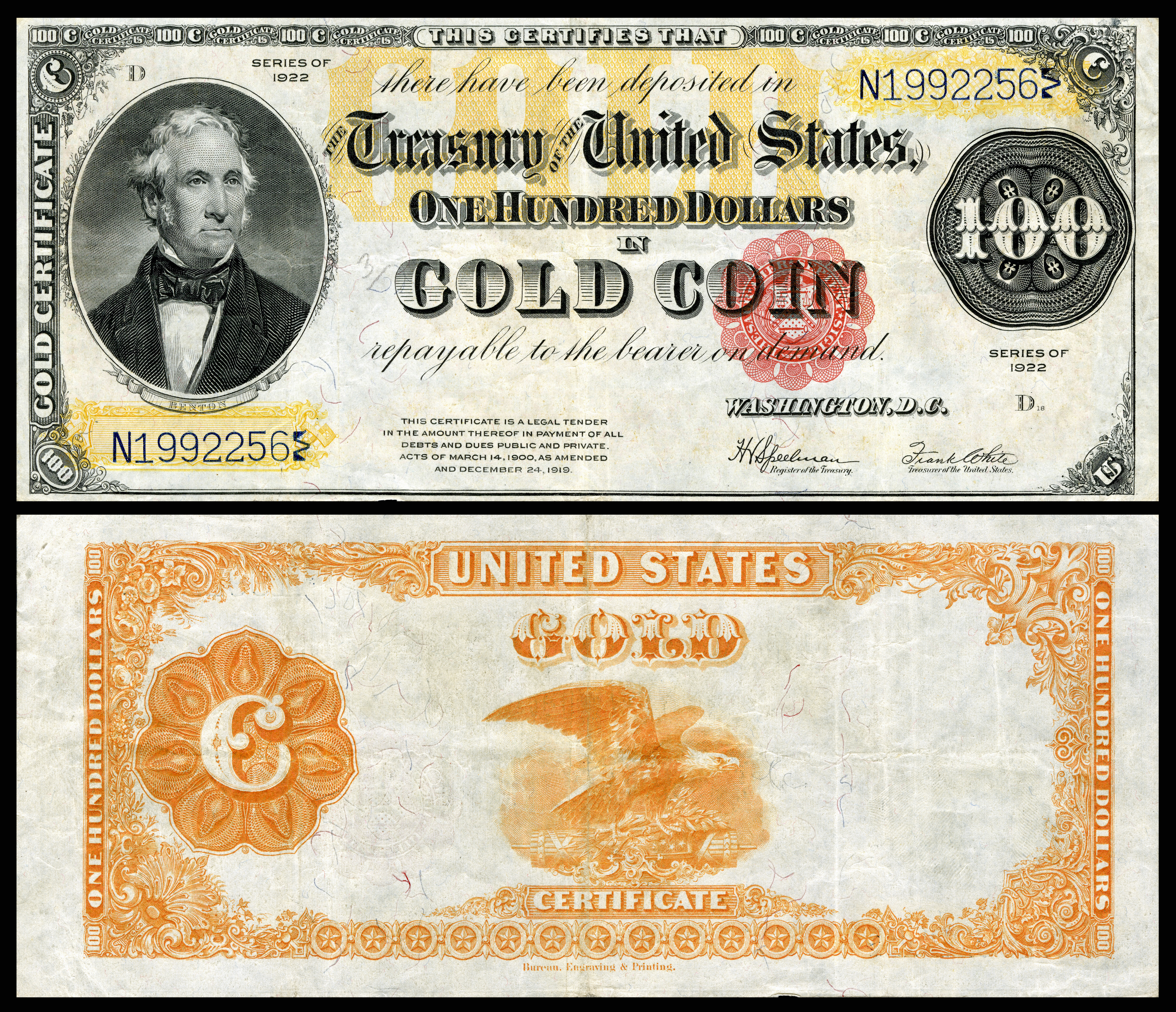
Dès 1919, les États-Unis rétablissent la convertibilité du dollar en or. Ici, un certificat de 1922.

La convertibilité est suspendue au cours de la Première Guerre mondiale à cause des besoins de financement des belligérants qui compromettent la viabilité du système. À la fin du conflit, le retour à l'étalon-or et aux parités de l'avant-guerre est jugé souhaitable par la plupart des pays occidentaux lors de la conférence de Bruxelles de 1920 puis lors de la conférence de Gênes où les participants s'engagent à adopter un nouvel étalon-or, sans préciser pour autant de calendrier précis. En effet, le rétablissement aux parités d'avant-guerre est difficile à mettre en place à cause de la forte dégradation, lors de la période 1918-1920, du taux de change de la plupart des devises par rapport au dollar américain.
En 1919, les États-Unis, dont les stocks d'or ont augmenté de plus de 80 % pendant la guerre, rétablissent la convertibilité du dollar. Il faut attendre le milieu des années 1920 pour qu'un nombre conséquent de pays suivent le mouvement. Au Royaume-Uni, cette décision est actée en 1925 par Winston Churchill et suscite des critiques acerbes de la part de Keynes qui craint que la livre sterling ne soit surévaluée. Dans d'autres pays (notamment en Belgique, en France et en Italie), le retour à la convertibilité survient plus tard (fin des années 1920), notamment parce que la dévaluation de leur monnaie a été particulièrement forte et qu'un retour à la parité d'avant-guerre est inenvisageable. Enfin, quelques rares pays comme l'Espagne ou la Chine ne le rétablissent pas.
Le fonctionnement de ce nouvel étalon-or est légèrement différent de celui de la période précédente. Des experts comme Keynes, Gustav Cassel ou Ralph Hawtrey craignaient les tendances déflationnistes d'un rattachement trop étroit à l'or. Ce dernier théorise un régime de l'étalon de change-or ainsi :
« The principle is that the currency of each participating country, instead of being convertible into gold, may be convertible at par into the currencies of the other. »
— Ralph Hawtrey, « The Genoa resolutions on currency ». Economic Journal, 1922

« Le principe est que la monnaie de chaque pays participant, au lieu d'être convertible en or, peut être convertible au pair dans les monnaies des autres pays. »
— « The Genoa resolutions on currency ». Economic Journal, 1922

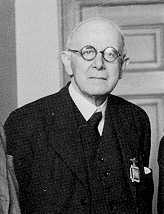
Ralph Hawtrey, photographié ici en 1920, est un des commentateurs et experts monétaires les plus célèbres de l'époque.

Ce changement se matérialise par une diminution de la part de l'or dans les réserves de change de banques centrales au profit de devises étrangères. Alors que ces réserves en devise représentaient près de 20 % des réserves totales en 1913, elles culminent à plus de 40 % dans les années 1920, avec une forte hétérogénéité selon les banques centrales. En particulier, du fait de la centralité de leurs monnaies, les banques centrales des États-Unis et du Royaume-Uni possèdent surtout de l'or.
La Grande Dépression va anéantir cet effort de rétablissement de l'étalon-or. Dès décembre 1929, l'Argentine, l'Australie et le Brésil suspendent la convertibilité. Au début de l'année 1931, l'Autriche et la Hongrie puis l'Allemagne font face à de nombreuses crises bancaires. L'Allemagne introduit en juin un contrôle des changes qui conduit à un run bancaire à la Banque d'Angleterre. Ce run conduit à son tour, malgré l'aide de la Fed et de la Banque de France, à une dévaluation de la livre sterling et à une suspension quasi-générale de la convertibilité dans le monde entre septembre 1931 et mai 1932. Les États-Unis résistent un temps aux pressions spéculatives, haussent les taux d'intérêt, avant de se résoudre à une suspension en mars 1933. La liquidation des réserves de change des banques centrales qui se replient sur l'or aggrave la crise. Quelques pays (le « bloc-or ») s'efforcent de maintenir une convertibilité de l'or mais finissent par renoncer (l'Italie en 1934, la Belgique en 1935, la France en 1936).
Cet épisode a fait l'objet de longues discussions académiques pour déterminer si l'étalon de change-or a amplifié la dépression et, si oui, comment. Par exemple, Barry Eichengreen a soutenu que ce système monétaire, du fait d'un problème de « crédibilité » et de manques de coopération entre banques centrales (les actions néfastes de la banque de France et de la Fed ont souvent été soulignées), souffraient intrinsèquement d'un « biais déflationniste ». Charles Kindelberger a avancé que le fait de reposer sur deux monnaies de réserve (la livre et le dollar) traduisaient l'absence d'une puissance hégémonique unique capable de maintenir la stabilité (cf. théorie de la stabilité hégémonique).

### Seconde Guerre mondiale

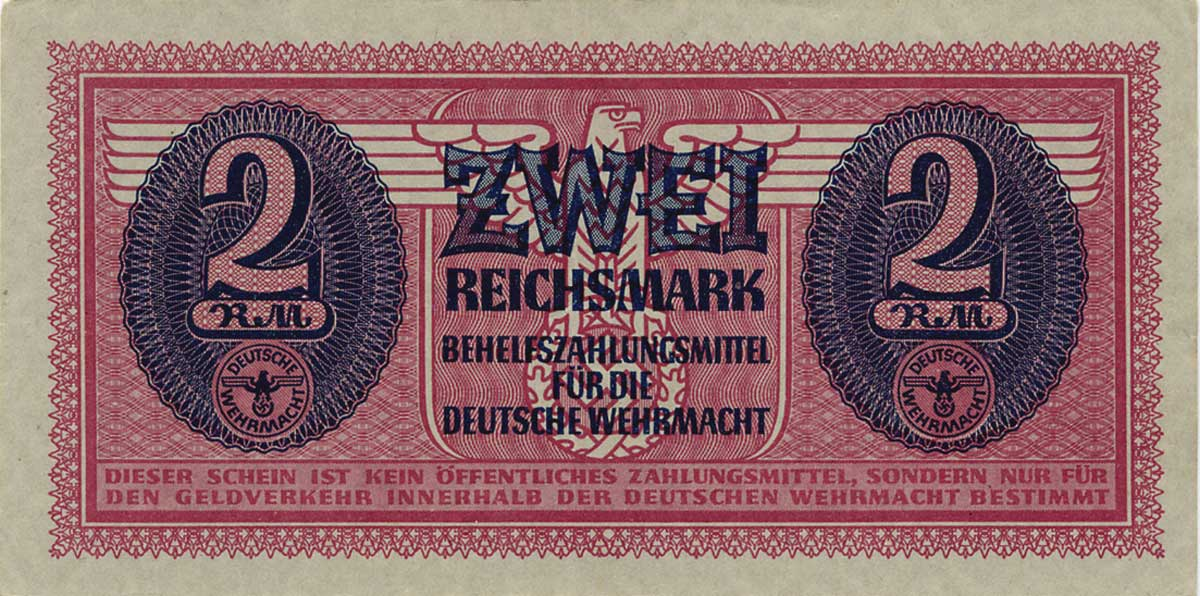
Billet de 2 Reichsmarks.

Pendant la Seconde Guerre mondiale, le IIIe Reich met en place un système monétaire européen fondé essentiellement sur la prédation économique. Les banques centrales des pays occupés sont obligées de financer les importations allemandes via des accords de compensation. De plus, le Reichsmark a désormais cours dans nombre de pays occupés « cœurs » tandis que dans des pays jugés plus périphériques, les Allemands créent une monnaie d'occupation : le Reichskreditkassenscheine (RKKS).

### Système de Bretton Woods (1946 - 1971)
Jugée responsable de l'ampleur et de la durée de la dépression, la crise de 1929 conduit à une coopération internationale, affirmée par les accords de Bretton Woods, instaurant un système de changes fixes mais « ajustables », régulé par le Fonds monétaire international (FMI).

Les premières années du système ne correspondent pas vraiment à ce que ses concepteurs avaient en tête. À cause d'un rôle mal défini dans les traités, le FMI est marginal. La convertibilité en dollar est suspendue, la plupart des pays doivent dévaluer leur monnaie à cause de leurs difficultés et de l'important surplus commercial des États-Unis qui génère une « pénurie » de dollar (ou « dollar gap »). Le plan Marshall, pensé pour contenir le communisme et libéraliser les économies européennes, donne un peu de marge aux pays européens et conduit à la signatures de nouveaux accords : création de l'Organisation européenne de coopération économique (OECE) en 1946, signature du General Agreement on Tariffs and Trade (GATT) en 1947, création de l'Union européenne des paiements (EPU) en 1950 sous la houlette de l'OECE (jusqu'en 1958). Le système des changes est particulièrement compliqué, chaque pays adoptant plusieurs taux de change via des accords bilatéraux ou multilatéraux. Le dollar gap finit par s'atténuer et les balances commerciales s'équilibrent suffisamment pour que la convertibilité soit rétablie en 1958.

Prix de l'or par rapport au dollar. Les parties « plates » de la courbe témoignent de la convertibilité du dollar en or à un taux fixe pendant l'étalon-or classique, l'étalon-change-or de l'entre-deux-guerres et l'étalon-change-or de Bretton Woods.

La convertibilité est rapidement mise à l'épreuve, notamment à cause des flux internationaux de capitaux qui s'intensifient, les financiers contournant les contrôles (en maquillant des investissements financiers en transactions commerciales, en s'accordant des avances ou des délais de paiements, etc.), mais aussi à cause de la balance commerciale des États-Unis qui est maintenant en déficit, provocant un afflux de dollars (le « dollar glut »). En 1964, 32 économistes détaillent les problèmes du système : il manque de liquidités (les réserves utilisées pour les échanges internationaux sont trop faibles et les moyens du FMI ne suffisent pas à pallier cela), s'ajuste mal aux déséquilibres commerciaux (que ce réajustement se fasse via des politiques de relance/contrainte de la demande ou via une réévaluation du taux de change dont les critères précis qui doivent présidé à leur mise en œuvre sont imprécis) et conduit à une défiance généralisée sur la stabilité du dollar (comme formalisée par le dilemme de Triffin). À l'initiative du gouvernement des États-Unis mais avec le soutien des autres gouvernements des pays occidentaux, deux mesures principales sont prises pour pallier cela : les ressources du FMI sont augmentées (une première fois en 1959 puis en 1961 via le General Arrangements to Borrow) et on lui permet de créer un nouvel actif – les « droits de tirages spéciaux », une monnaie fictive basée sur un panier de monnaies (livre sterling, le dollar, l'euro, le yen et le yuan) – pour aider aux règlements internationaux entre banques centrales, tandis que de nouvelles lois visant à renforcer le contrôle des capitaux sont votées.
Ces adaptations (ainsi que d'autres, comme la création du « pool de l'or ») permettent au système de se maintenir mais, à partir de 1968, la situation semble intenable. 3 ans plus tard, le 15 août 1971, confronté à la baisse continuelle des réserves en or de la Fed, Richard Nixon décide unilatéralement de suspendre la convertibilité du dollar en or. En 1973, les taux de change fixes sont abandonnés.

### Post-Bretton Woods
Les accords de Jamaïque (7 et 8 janvier 1976) entérinent la décision du président Nixon[Laquelle ?], et prévoient un taux de change flottant. Ils reconnaissent de jure la flottabilité des monnaies entre elles. On assiste alors à une démonétisation de l'or comme moyen de règlement international, quoiqu'il demeure une part importante des réserves des banques centrales.

### Depuis 2008
La crise financière de 2008 repose la question de l'organisation d'un système monétaire international plus stable et plus régulé. Comme le remarque Jacques Mistral dans Guerre et paix entre les monnaies, le caractère post-hégémonique du XXIe siècle rend nécessaire une hausse de la coopération et du multilatéralisme pour stabiliser le système monétaire international.
De fait, un certain nombre d'inflexions du système monétaire international ont eu lieu. Sur la question des flux internationaux de capitaux (qui restent très volumineux), la Chine a montré l'exemple d'une puissance économique majeure qui régule pourtant fortement les entrées et sorties de capitaux. Surtout, le FMI a fait évoluer sa doctrine – en constatant les effets déstabilisants des flux lors des crises, malgré la souplesse des taux de change censée atténuer les fluctuations – vers une vision plus « prudentielle ». De plus, les banques centrales de nombreux pays riches (les pays émergents le faisaient déjà) ont recommencé à intervenir sur le marché des changes pour se prémunir contre une volatilité excessive. Enfin, les banques centrales ont instauré un réseau de prêts mutuels de devises, pour financer des opérations offshore de prêt en dernier ressort (cas de la Fed et le dollar, et de la BCE et l'euro) ou pour soutenir les exportations de leurs économies vers les pays aidés (cas de la Banque populaire de Chine et le renminbi).

## Propositions de réforme du système monétaire international
Les crises monétaires à répétition, et surtout crise financière de 2008, font émerger des propositions de mise en place d'un nouveau système monétaire international plus stable et plus régulé. La réunion qui s'est tenue à Washington en 2008 dans le cadre du G20 n'a pas pris de mesures concrètes mais fixé un calendrier de réunions.
À ce stade, la terminologie « Bretton Woods 2 » est abusive en ce sens qu'aucune réforme du système monétaire international n'a été évoquée mais plutôt des modifications de règles concernant la comptabilité, les agences de notation, les bonus bancaires, certains produits financiers complexes et la régulation des hedge funds travaillant à partir des paradis fiscaux.
Le consensus académique est qu'un nouveau système monétaire international, quels que soient ses fondements, devra relever trois défis pour être durable : premièrement, offrir des liquidités internationales au monde entier, sans recréer le dilemme de Triffin qui avait obligé l'extinction du système de Bretton Woods ; deuxièmement, permettre une stabilité des taux de change et réduire la volatilité internationale ; enfin, déterminer un actif de réserve, comme les droits de tirage spéciaux.